# Zealachertus holderi
Zealachertus holderi är en stekelart som beskrevs av Berry 1999. Zealachertus holderi ingår i släktet Zealachertus och familjen finglanssteklar. Inga underarter finns listade i Catalogue of Life.